# Lee Kun-hee
Lee Kun-hee (Daegu, 9 gennaio 1942 – Seul, 25 ottobre 2020) è stato un imprenditore sudcoreano, presidente del gruppo Samsung dal 1987 al 2008 e dal 2010 al 2020, trasformandolo nel più grande produttore al mondo di smartphone, televisori e chip di memoria. Con un patrimonio netto stimato al momento della sua morte di 21 miliardi di dollari, era - secondo Bloomberg -la persona più ricca della Corea del Sud.
È stato condannato due volte, nel 1996 e successivamente nel 2008, per accuse di corruzione ed evasione fiscale, ma è stato graziato in entrambi i casi.

## Biografia
Lee Kun-hee è nato nel 1942 a Taegu, durante l'occupazione giapponese della Corea. Era il terzo figlio di Lee Byung-chul, il fondatore del gruppo Samsung, nato come esportatore di frutta e pesce essiccato. Si è laureato in economia presso la Waseda University, un'università privata in Giappone. Ha studiato per un master in business presso la George Washington University di Washington, D.C., ma senza terminare il corso.
Lee è entrato a far parte del Gruppo Samsung nel 1966 con la Tongyang Broadcasting Company, e in seguito ha continuato a lavorare per la società di costruzione e trading di Samsung.

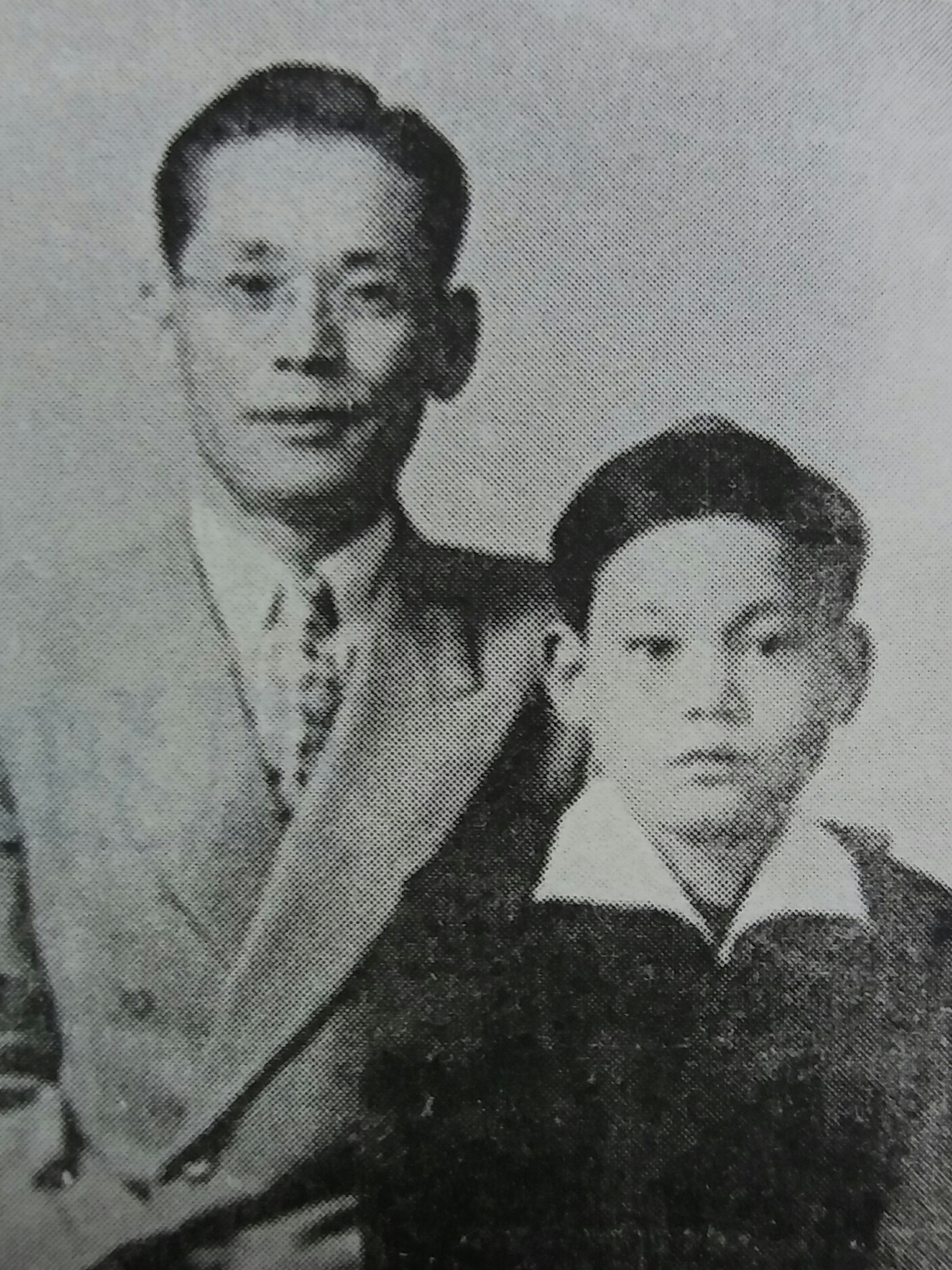
Il giovane Lee Kun-hee con suo padre Lee Byung-chul

Ha assunto la presidenza del conglomerato il 24 dicembre 1987, due settimane dopo la morte del padre, Lee Byung-chul. Nel 1993, credendo che Samsung Group fosse troppo concentrato sulla produzione di grandi quantità di prodotti di bassa qualità e non fosse pronto a competere in qualità, Lee ha detto pubblicamente: "Cambio tutto tranne moglie e figli". Questa dichiarazione era un tentativo di promuovere l'innovazione in azienda e di affrontare la concorrenza di rivali come Sony Corporation. In una dichiarazione nota come "Dichiarazione di Francoforte", fece riunire i suoi dirigenti nella città tedesca nel 1993 chiedendo un cambiamento nell'approccio dell'azienda alla qualità, anche se significava minori vendite. Nel 2006 la società è diventata il più grande produttore di televisori, superando la Sony Corporation.

### Scandali e controversie
Lee fu condannato per aver pagato tangenti al presidente Roh Tae-woo nel 1996. Successivamente è stato graziato dal presidente Kim Young-sam.
Il 14 gennaio 2008, la polizia coreana ha fatto irruzione nella casa e nell'ufficio di Lee in un'indagine in corso sulle accuse secondo cui Samsung era responsabile di un fondo utilizzato per corrompere procuratori, giudici e figure politiche influenti in Corea del Sud. Il 4 aprile 2008, Lee ha negato le accuse contro di lui. Dopo un secondo round di interrogatori da parte dei procuratori sudcoreani, l'11 aprile 2008, Lee è stato citato dai giornalisti dicendo: "Sono responsabile di tutto. Mi assumerò la piena responsabilità morale e legale". Il 21 aprile 2008, si è dimesso e ha dichiarato: "Noi, me compreso, abbiamo causato problemi alla nazione; mi scuso profondamente per questo e mi assumerò la piena responsabilità di tutto, sia legalmente che moralmente".
Il 16 luglio 2008, il New York Times ha riferito che il Tribunale distrettuale centrale di Seul aveva giudicato Lee colpevole con l'accusa di illeciti finanziari ed evasione fiscale. I pubblici ministeri chiesero che Lee fosse condannato a sette anni di carcere e multato di 350 miliardi di won (circa 312 milioni di dollari). La corte gli ha inflitta una multa di 110 miliardi di won (circa 98 milioni di dollari) e gli ha dato una pena sospesa di tre anni. Tuttavia, il 29 dicembre 2009, il presidente sudcoreano Lee Myung-bak ha graziato Lee, affermando che l'intento della grazia era quello di permettere a Lee di rimanere nel Comitato Olimpico Internazionale di cui era membro. Nel processo per corruzione di Lee Myung-bak, questa grazia si rivelò essere stata data in seguito a tangenti; sono state inoltre denunciate ulteriori tangenti e altre corruzione politica tra l'ex presidente Lee e Lee Kun-hee.
In un libro del 2010 di Kim Yong-chul, ex legale di Samsung dal titolo "Pensate a Samsung", si sostiene che Lee era colpevole di corruzione. In particolare, ha affermato di aver rubato fino a 10 trilioni di won (circa 8,9 miliardi di dollari) dalle filiali Samsung, ha manomesso prove e ha corrotto funzionari governativi per garantire che suo figlio gli sarebbe succeduto.

### Ritorno a Samsung
Il 24 marzo 2010, Lee ha annunciato il suo ritorno alla Samsung Electronics come presidente. Ha continuato in questa posizione fino al 2014, quando ha subito un infarto e suo figlio, Lee Jae-yong, è diventato il leader de facto del gruppo Samsung. È accreditato per aver trasformato Samsung nel più grande produttore al mondo di smartphone, televisori e chip di memoria.
Lee è stato curato per un cancro ai polmoni alla fine degli anni '90 ed è stato nuovamente testato nel 2005, presso l'MD Anderson Medical Center di Houston, Texas, senza che siano state annunciate preoccupazioni. È stato ricoverato in ospedale a Seul nel maggio 2014 dopo aver subito un infarto finendo in coma, in cui è rimasto fino alla sua morte il 25 ottobre 2020, all'età di 78 anni. Al momento della sua morte, la società valeva 300 miliardi di dollari.
Nell'aprile 2021 gli eredi di Lee hanno accettato di pagare nell'arco di 5 anni una tassa di successione di oltre 12.000 miliardi di won (circa 11 miliardi di dollari) a causa dell'elevata imposta immobiliare della Corea del Sud del 50% per le proprietà superiori ai 3 miliardi di dollari (è la seconda dopo il Giappone tra i paesi Ocse). Inoltre hanno donato allo Stato venticinque mila pezzi d'arte della collezione di Lee, tra cui anche opere di Picasso, Chagall e Gauguin: saranno ospitate al National Museum of Modern and Contemporary Art. Gli eredi hanno anche donato mille miliardi di won in assistenza sanitaria. Nessun dettaglio è invece stato fornito sulla divisione tra gli eredi del pacchetto azionario in mano a Lee Kun-hee.

## Vita privata
Lee Kun-hee è stato sposato con Hong Ra-hee fino alla sua morte. Hong è la figlia di Hong Jin-ki, l'ex presidente della JoongAng Ilbo e della Tongyang Broadcasting Company.
I suoi fratelli e alcuni dei loro figli sono anche dirigenti di importanti gruppi di business coreani. Lee Boo-jin, sua figlia maggiore, è presidente e CEO di Hotel Shilla, una catena alberghiera di lusso, nonché presidente di Everland Resort, un parco a tema e operatore turistico che è "ampiamente visto come la holding de facto per il conglomerato" secondo l'Associated Press.
Lee ha avuto quattro figli: il figlio maggiore e l'unico maschio, Lee Jae-yong (nato nel 1968), e tre figlie, Lee Boo-jin (nata nel 1970), Lee Seo-hyun (nato nel 1973) e Lee Yoon-hyung (1979-2005) che morì suicida.
Il fratello maggiore di Lee, Lee Maeng-hee, e la sorella maggiore Lee Sook-hee hanno avviato un'azione legale contro di lui nel febbraio 2012, chiedendo a un tribunale sudcoreano di assegnare loro azioni della società Samsung per un totale di 850 milioni di dollari (913,563 miliardi di won), sostenendo che il padre avesse deciso in questo modo. Le udienze sono iniziate nel maggio 2012. Il 6 febbraio 2014, il tribunale ha respinto il caso.